# Pavetta barbata
Pavetta barbata är en måreväxtart som beskrevs av James Edward Smith. Pavetta barbata ingår i släktet Pavetta och familjen måreväxter.
Artens utbredningsområde är Moluckerna. Inga underarter finns listade i Catalogue of Life.